# Ford Ranger
Ford Ranger (транскр. Форд рејнџер) (енгл. Ford Ranger) је пикап који производи амерички произвођач аутомобила Форд од 1983. године.

## Историјат
Модели за тржиште Северне Америке и за светско тржиште су технички слични, али не и идентични у конструкцији. Возило се такође пласира на међународном тржишту као Мазда БТ-50 под брендом Мазда, и као Мазда Б-Серије у Северној Америци. Од 2003. године, возило је такође доступно у Вијетнаму и Јужној Африци као Форд њу еверест караван и као Форд ендавур у Индији. Конкуренти су му: Шевролет колорадо, Тојота хајлакс и Тојота такома, Нисан навара, братски конкуренти Фолксваген амарок и Мазда БТ-50, Мицубиши Л200, Исузу д-макс и Мерцедес Бенц ИКС-класа.

### Америка
Амерички рејнџер је првобитно направљен од јануара 1982. до децембра 2011. године. Између 2012. и 2017. Форд је престао да продаје мале пикапе у Северној Америци, пребацујући заинтересоване на већи Ф-150. На Северноамеричком међународном сајму аутомобила у јануару 2018. Форд је представио нови рејнџер за тржиште САД. Ово је засновано на међународној верзији и изграђено је у Вејну од јесени 2018. године. Модел наследника дебитовао је у мају 2023. године.
У Северној Америци, рејнџер је био Фордов почетник камионет. Назив рејнџер је први пут коришћен од 1967. године, у то време још увек за висококвалитетну варијанту опреме Ф-серије. Ово је задржано до краја 1981. године, након чега је Рангер постао самосталан модел и заменио Форд куријер у пролеће 1982. године.
Први модел је визуелно био заснован на већим Фордовим пикаповима и првобитно је био понуђен са 2-литарским (53 kW/72 кс) и 2,3-литарским четвороцилиндричним мотором (63 kW/86 кс).
- Први велики фејслифт догодио се почетком 1989. године, али је контроверзно да ли се овај фејслифт може рачунати као посебна генерација. 2.3-литарски мотор је био опремљен двоструким паљењем и сада је имао додатних 10 kW. 1990. године представљен је 4-литарски мотор са 118 kW (160 КС).
- У пролеће 1993. рејнџер је потпуно редизајниран и добио је аеродинамичнију каросерију. Раније доступан 2.9-литарски мотор замењен је 3-литарским В6. Године 1995. добио је нову контролну таблу, што је омогућило уградњу ваздушног јастука за сувозача, који је први пут понуђен 1996. године.
- Почетком 1998. рејнџер је поново потпуно ревидиран и добио је већи путнички простор, што је омогућило продужено међуосовинско растојање.
- У лето 2001. рејнџер је добио модификоване бранике, фарове и промењену решетку хладњака. Даље ревизије ове врсте уследиле су крајем 2003. и почетком 2006. године.

#### Прва генерација (1983–1993)
- I генерација, предњи поглед
- I генерација, задњи поглед
- Ентеријер
- I генерација, редизајн, предњи поглед
- I генерација, редизајн, СуперКаб, предњи поглед

#### Друга генерација (1993–1998)
- II генерација, предњи поглед
- Затворено последње седиште
- Отворено последње седиште
- Ентеријер
- II генерација, предњи поглед са поклопцем позади
- II генерација, редизајн, предњи поглед

#### Трећа генерација (1998–2006)
- III генерација, предњи поглед
- III генерација, редизајн, предњи поглед
- III генерација, други редизајн, предњи поглед
- III генерација, други редизајн, задњи поглед

#### Четврта генерација (2019–)
Четврта генерација је исто што и међународна трећа генерација.

### Међународни

#### Прва генерација (1998–2007)
Рејнџер/куријер 1998–2006 (кодног имена ПЕ, ПГ и ПХ у Аустралији) је поново означена пета генерација (УН) Мазде Б-серије са прерађеном предњом маском као диференцијацијом. Производња у фабрици АутоАлајанс Тајланд почела је у мају 1998. године, као једно од првих возила које је сишло са производне линије у новоизграђеној фабрици за производњу заједничког предузећа. Овај модел се продавао као Форд куријер у Аустралији и Новом Зеланду.
Опције мотора укључивале су бензински мотор који је 2.6-литарска јединица која производи 92 kW (123 КС) при 4.600 о/мин и 206 Нм обртног момента при 3.500 о/мин. Дизел мотори су били или 2.5-литарски који производи 60 kW (82 КС; 80 КС) и 2.5-литарски турбо-дизел који нуди 84 kW (113 КС) при 3.500 о/мин и 280 Нм при 2.000 о/мин. Турбо-дизел мотор има једну брегасту осовину изнад главе, три вентила по цилиндру, интеркулер, индиректно убризгавање горива и две унутрашње балансне осовине за смањење вибрација и буке. Форд и Мазда су одлучили да не користе конвенционални радијални турбопуњач на свом новом мотору. Уместо тога, користи се нови турбо пуњач дијагоналног протока издувних гасова за који се тврди да побољшава ефикасност пуњења, смањује турбо кашњење и побољшава одзив гаса при малим брзинама.

Возило је 2006. године добило две звездице у оквиру аустралијског програма за процену нових аутомобила (ANCAP). Двоструки предњи ваздушни јастуци су били опциони и нису били уграђени у тестно возило.
- I генерација, предњи поглед
- I генерација, задњи поглед
- I генерација, предњи поглед, дуалкаб
- I генерација, задњи поглед, дуалкаб
- I генерација, предњи поглед, дуалкаб
- I генерација, задњи поглед, дуалкаб
- I генерација, редизајн, предњи поглед
- I генерација, редизајн, предњи поглед, дуалкаб
- I генерација, редизајн, задњи поглед, дуалкаб

#### Друга генерација (2006–2012)
Рејнџер 2006–2012 (кодног имена ПЈ и ПК у Аустралији) је ажурирана верзија претходне генерације. Дизајн ПЈ Рангер-а је прегледао Форд 4-Трак Концепт који је дебитовао на сајму аутомобила у Бангкоку у децембру 2005. Развој концепта возила је водио главни дизајнер Форда за Азију и Пацифик, Пол Гибсон. Производна верзија је дизајнирана и направљена на Тајланду у тандему са Маздом БТ-50.
Док је претходна генерација рејнџера преименовање Мазде Б-серије са другачијом маском, рејнџер сада има свој посебан стил који је дизајнирао бивши шеф дизајна Форд Аустралије, Сајмон Батерворт. Као резултат тога, ПЈ рејнџер преузима нови корпоративни дизајн који се појавио на неколико Форд северноамеричких лаких камиона. Иако су промене драстичне у поређењу са ПЕ/ПГ/ПХ рејнџером, отуда и Фордова „потпуно нова” тврдња, то је уместо тога свеобухватна реконструкција старог модела.
У Аустралији и Новом Зеланду, куријер натписна плочица је одбачена у корист рејнџера да би се дистанцирао од имиџа „основног радног коња“ и да би се назив модела ускладио са његовим азијским и европским панданима.

Форд није понудио опцију бензинског мотора у ПЈ/ПК рејнџеру, већ је уместо тога нудио избор између два четвороцилиндрична цоммон-раил турбо-дизел мотора, један од 2.5 литара, а други од 3.0 литара. 2.5-литарски DuraTORQ TDCi мотор је ДОХЦ турбо-дизел јединица са 16 вентила, која има Бош комон рејл директно убризгавање горива и турбопуњач променљиве геометрије. Остварује 141 кс (105 kW) при 3.500 обртаја у минути и 330 Нм обртног момента при 1.800 обртаја у минути, у односу на претходну 2.5-литарску СОХЦ турбо-дизел јединицу са индиректним убризгавањем што чини 121 кс (90 kW) и 262 Нм обртног момента. Док већи 3,0-литарски мотор достиже врхунац са 115 kW (154 КС) при 3.200 о/мин и 380 Нм при 1.800 о/мин. Оба мотора су била двострука брегаста осовина изнад главе.
- II генерација, предњи поглед
- II генерација, задњи поглед
- Ентеријер
- II генерација, редизајн, предњи поглед
- II генерација, редизајн, задњи поглед

#### Трећа генерација (2011–2023)
Први пут представљен на Аустралијском међународном сајму аутомобила у Сиднеју у октобру 2010. године, производња прве генерације рејнџера заснованог на Т6 почела је средином 2011. године. Током развоја, рејнџер прве генерације заснован на Т6 носи кодни назив П375, и такође познат по коду модела ПКС у Аустралији. Сматра се трећом генерацијом ренџера на већини међународних тржишта и четвртом генерацијом ренџера у Северној Америци.
Слично свом претходнику из 2006–2011, П375 рејнџер се производи у три каросерије широм света. Двокрилна (једнострука кабина) је стандардна, са капацитетом терета од 1,21 m³. Капацитет терета од 1,82 m³ нуди се са продуженом кабином са четворо врата (СуперКаб у Северној Америци) или кабином за посаду са четворо врата (Суперкру у Северној Америци). Заједно са стандардним камионетом, рејнџер се такође нуди као кабина са шасијом, практично заузимајући место кабинске шасије Форд фалкон у Аустралији.
Сви ренџери са четворо врата имају исти клиренс од тла, било да су погон на два точка или погон на сва четири точка; верзије са двоја врата се нуде са опцијом „Хај-Рајдер“ у конфигурацији погона на два точка, што им даје исти размак од тла као и верзије 4к4. Хај-Рајдер верзије (укључујући Вајлдтрак) имају клиренс од 800 мм, док рејнџери стандардне висине имају клиренс од 600 мм. Рејнџер Т6 има номинални капацитет вуче од 3.500 kg; верзије са 2.2-литарским DuraTORQ TDCi дизелом имају носивост од 1.333 kg.
Модел се производи у неколико објеката широм света. Прво произведен у погонима АутоАлајанс (а касније и Форд Тајланд Мануфакчуринг) у Рајонгу, Тајланд, производња се такође одвија у Аргентини и Јужној Африци, док се ЦКД монтажа одвија у Нигерији и Вијетнаму. Северноамеричка производња долази из фабрике у Мичигену у Вејну.
Од 2022. године, аргентинска верзија садржи 46% делова локалне производње. 70% своје производње извози.

Модел се такође користи као основа за другу генерацију Мазде БТ-50 и Форд еверест друге генерације. Теренско возило тролер Т4 2014–2021 такође је изведено из платформе Т6 која се дели са рејнџером.
- III генерација, предњи поглед
- III генерација, задњи поглед
- III генерација, редизајн, предњи поглед
- III генерација, редизајн, задњи поглед
- III генерација, други редизајн, предњи поглед
- III генерација, други редизајн, задњи поглед
- Ентеријер, други редизајн
- Форд рејнџер раптор I генерације, предњи поглед
- Форд рејнџер раптор I генерације, задњи поглед

#### Четврта генерација (2022–)
Рејнџер друге генерације заснован на Т6 (четврта генерација рејнџера широм света и пета генерација Ренџера у Северној Америци) дебитовао је у новембру 2021. године. Под кодним именом П703 током развоја, и такође познат по РА моделу коду у Аустралији и Тајланду, наставио је да га развија Форд Аустралија уз велике доприносе из азијских, америчких, афричких и европских филијала Форда. Произведен је од другог квартала 2022. на Тајланду и Јужној Африци за више од 100 глобалних тржишта.
Названо „Т6.2“, возило није у потпуности реинжењеринг уз коришћење истих основних облика и димензија каросерије, отвора врата и стакла, већине чврстих тачака шасије, заједно са многим опцијама мотора и мењача. Међутим, већина делова није директно заменљива са претходним Рангером, према Јану Фостону, главном инжењеру платформе за Т6.
П703 рејнџер има унапређену шасију, додатно међуосовинско растојање и шири траг од 50 мм сваки, као и потпуно ново вешање које је постављено даље ван мотора. Промена омогућава више простора за артикулацију опруга/пригушивача, што побољшава способност вожње и управљања без обзира на оптерећење, као и способност 4к4 ван пута због већег хода точкова. Одељак мотора је такође у потпуности прерађен са хидроформираном структуром како би се омогућила уградња В6 мотора, турбодизел јединице Повер Строк од 3.0 литара која је први пут представљена за 2018 Ф-150, али је у великој мери модификована за рејнџер. Возило је такође увело шири кревет, омогућавајући стандардну палету (1,2 м до 0,8 м) да стане.

Модел дели своју основу са трећом генерацијом Форд евереста и другом генерацијом Фолксвагена амарок. Као део глобалног споразума о сарадњи између Форд-ВВ, Фолксваген је био укључен у развој модела П703 рејнџер од 2017. године.
- IV генерација, предњи поглед
- IV генерација, предњи поглед
- Ентеријер
- Форд рејнџер раптор II генерације, предњи поглед
- Форд рејнџер раптор II генерације, задњи поглед